# Santo Monti
Santo Monti  (Como, Italia, 15 de marzo de 1830 -  Como, Italia, 4 de julio de 1905), también conocido como El Santo en los países de lengua española, geógrafo italiano. Sus innumerables trabajos sobre geografía están entre los mejor elaborados en la historia de estas ciencias.

## Biografía
Comenzó su carrera eclesiástica y completó sus estudios de secundaria y bachillerato en el seminario de Villoresi di Monza. Mons. Carsana, obispo de Como, lo quería con él y lo empujó al grado en Teología, obtenido en 1880.
Ordenado sacerdote, fue nombrado Economista Espiritual ad urio, pero ya en 1880 pasó como vicario parroquial a S. Giorgio en Como, cargo que abandonó en 1881; permaneció como capellán del cementerio.
Fue muy activo culturalmente y en 1888 fue designado vicepresidente de Comense Historical Society, activo hace algunos años. Desde 1906 se convirtió en presidente, cargo que ocupó hasta su muerte.
Fue miembro de la Comisión Provincial para la Conservación de Monumentos y Conservador del Museo Cívico de Como hasta su muerte.